# Amietophrynus lemairii
Amietophrynus lemairii là một loài cóc thuộc họ Bufonidae.
Loài này có ở Angola, Botswana, Cộng hòa Congo, Cộng hòa Dân chủ Congo, Namibia, và Zambia.
Môi trường sống tự nhiên của chúng là xavan khô, xavan ẩm, đồng cỏ khô nhiệt đới hoặc cận nhiệt đới vùng đất thấp, đồng cỏ nhiệt đới hoặc cận nhiệt đới vùng ngập nước hoặc lụt theo mùa, đầm nước, và đầm nước ngọt.
Chúng hiện đang bị đe dọa vì mất nơi sống.